# Myrmecicultor chihuahuensis
Famille
Genre
Espèce
Myrmecicultor chihuahuensis, unique représentant du genre Myrmecicultor et de la famille des Myrmecicultoridae, est une espèce d'araignées aranéomorphes.

## Distribution
Cette espèce se rencontre aux États-Unis au Texas et au Mexique au Coahuila et en Aguascalientes,,.

## Habitat
Cette araignée est myrmécophile. Elle se rencontre dans les fourmilières des espèces Pogonomyrmex rugosus, Novomessor albisetosis et Novomessor cockerelli.

## Description
Le mâle holotype mesure 2,89 mm et la femelle paratype 2,73 mm.

## Systématique et taxinomie
Cette espèce a été décrite par Ramírez, Grismado et Ubick en 2019.

## Étymologie
Son nom d'espèce, composé de chihuahu[a] et du suffixe latin -ensis, « qui vit dans, qui habite », lui a été donné en référence au lieu de sa découverte, le désert de Chihuahua.

## Publication originale
- Ramírez, Grismado, Ubick, Ovtsharenko, Cushing, Platnick, Wheeler, Prendini, Crowley & Horner, 2019 : « Myrmecicultoridae, a new family of myrmecophilic spiders from the Chihuahuan Desert (Araneae, Entelegynae). » American Museum Novitates, no 3930, p. 1-24 (texte intégral).